# Каїрський міжнародний кінофестиваль
Каїрський міжнародний кінофестиваль (араб. مهرجان القاهرة السينمائي الدولي, англ. Cairo International Film Festival) — щорічний міжнародний кінофестиваль, що відбувається в столиці Єгипту місті Каїрі.
Каїрський міжнародний кінофестиваль було засновано 1976 року, тож він став першим міжнародним кінофестивалем на Близькому Сході, і є єдиним кінофорумом, організовуваним і визнаним Міжнародною федерацією асоціацій кінопродюсерів і найстарішим у регіоні (Африка та Близький Схід).
Гостями та лауреатами Каїрського міжнародного кінофестивалю ставало безліч зірок національного та світового кінематографу — Омар Шариф, Клаудія Кардинале, Джон Малкович, Ніколас Кейдж, Софі Лорен, Джина Лоллобріджида, Сальма Хаєк, Марчелло Мастроянні, Курт Рассел, Пітер О'Тул, Нора Аунор та чимало інших, а також всесвітньо відомі кінорежисери — Роберт Вайз, Еліа Казан, Олівер Стоун, Мікеланджело Антоніоні і багато інших.
Від 1988 року (часу побудови й відкриття) заходи Каїрського кінофестивалю відбуваються у Каїрському Національному культурному центрі, зокрема, в приміщенні Каїрської опери.
На 34-му Міжнародному каїрському кінофестивалі, що відкрився 30 листопада 2010 року, у конкурсній програмі стрічки з 71 країни. Почесними гостями цього найстарішого на Близькому Сході кінофоруму стали зірки світової величини — Річард Ґір і Жульєт Бінош. Особливий акцент заходу зроблено на африканському та східному кіно.